# Bjørn Wirkola
Bjørn Wirkola (Alta, 4 agosto 1943) è un ex saltatore con gli sci, combinatista nordico e calciatore norvegese.

## Biografia

### Carriera sciistica
Wirkola debuttò in campo internazionale ai IX Giochi olimpici invernali di Innsbruck 1964 gareggiando sia nel salto con gli sci (16º), sia nella combinata nordica (11º). Esordì al Torneo dei quattro trampolini nell'edizione del 1965, ottenendo i primo podio (una vittoria) e classificandosi al secondo posto. L'anno dopo fu terzo al Torneo, ai Mondiali di Oslo vinse l'oro in entrambe le gare in programma e stabilì i suoi primi due primati del mondo (rispettivamente 145 e 146 metri), entrambi sul trampolino Vikersundbakken di Vikersund.
Nel 1967 vinse il Torneo dei quattro trampolini, risultato replicato nel 1968 e nel 1969; ai X Giochi olimpici invernali di Grenoble 1968 gareggiò solo nel salto, classificandosi 4º nel trampolino normale e 23º nel trampolino lungo. Il 21 marzo 1969 tornò primatista mondiale, stabilendo le misure di 156 e poi 160 metri sul Letalnica di Planica. Chiuse la carriera agli XI Giochi olimpici invernali di Sapporo 1972, classificandosi 37º nel trampolino lungo.
I risultati e la popolarità di Wirkola divennero famosi al punto che è entrata nel parlare comune l'espressione «som å hoppe etter Wirkola» ("saltare dopo Wirkola") per descrivere la delicata posizione di chi si trova a sostituire o a subentrare a qualcuno che ha ottenuto risultati straordinari.

### Carriera calcistica
Oltre al salto con gli sci, Wirkola giocò anche a calcio a livello agonistico. Non è un caso raro tra gli sportivi norvegesi, che spesso praticano uno sport durante la stagione invernale e un altro durante l'estate. Per alcune stagioni fu uno degli attaccanti del Rosenborg B.K., con cui vinse il campionato e la coppa nazionale (che in Norvegia si svolgono in estate) e con cui partecipò alla Coppa dei Campioni 1972-1973.

## Palmarès

### Salto con gli sci

#### Mondiali
- 2 medaglie:
  - 2 ori (trampolino normale, trampolino lungo a Oslo 1966)

#### Torneo dei quattro trampolini
- Vincitore del Torneo dei quattro trampolini nel 1967, nel 1968 e nel 1969
- 18 podi di tappa:
  - 10 vittorie
  - 5 secondi posti
  - 3 terzi posti

##### Torneo dei quattro trampolini - vittorie di tappa
| Data             | Località               | Nazione        | Trampolino               |
| ---------------- | ---------------------- | -------------- | ------------------------ |
| 6 gennaio 1965   | Bischofshofen          | Austria        | Paul Ausserleitner K90   |
| 1º gennaio 1967  | Garmisch-Partenkirchen | Germania Ovest | Große Olympiaschanze K90 |
| 6 gennaio 1967   | Innsbruck              | Austria        | Bergisel K90             |
| 8 gennaio 1967   | Bischofshofen          | Austria        | Paul Ausserleitner K90   |
| 1º gennaio 1968  | Garmisch-Partenkirchen | Germania Ovest | Große Olympiaschanze K90 |
| 29 dicembre 1968 | Oberstdorf             | Germania Ovest | Schattenberg K90         |
| 1º gennaio 1969  | Garmisch-Partenkirchen | Germania Ovest | Große Olympiaschanze K90 |
| 4 gennaio 1969   | Innsbruck              | Austria        | Bergisel K90             |
| 4 gennaio 1970   | Innsbruck              | Austria        | Bergisel K90             |
| 6 gennaio 1972   | Bischofshofen          | Austria        | Paul Ausserleitner K90   |

### Calcio

#### Campionato norvegese
- 1 vittoria[2] (nel 1971)[senza fonte]

#### Coppa di Norvegia
- 1 vittoria (nel 1971)[senza fonte]

## Riconoscimenti
Nel 1968 venne premiato con la prestigiosa medaglia Holmenkollen, la massima onorificenza sportiva norvegese.